# 北京地铁3号线
北京地铁3号线连接中国北京市东城区东四十条站至朝阳区东坝北站，是北京地铁的一条东西向的地铁路线。3号线一期全长14.7公里，共设10座车站，于2024年12月15日开通运营。
北京地铁3号线线路标识色为 Pantone 186C 。

## 历史

### 早期规划

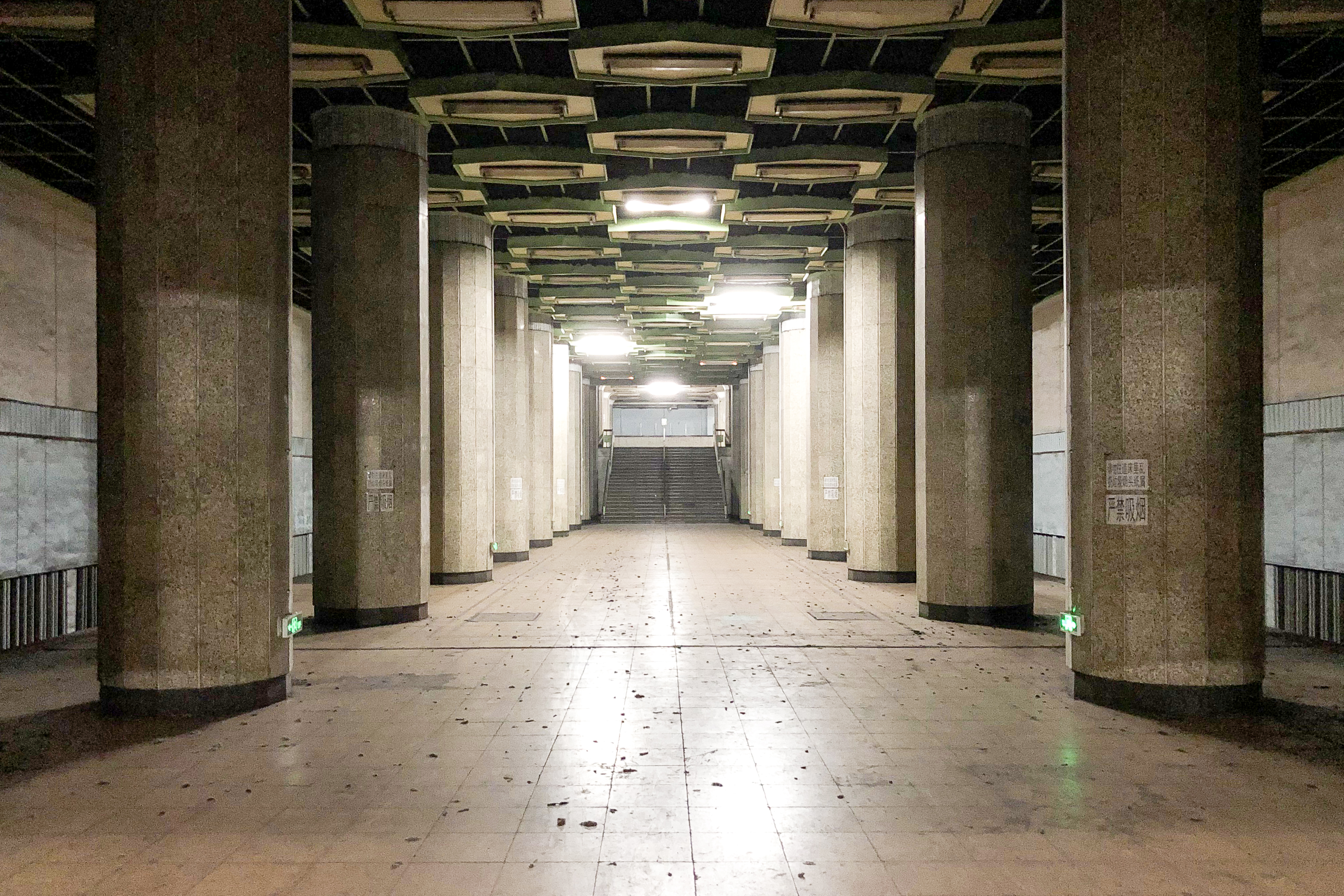
东四十条站原为3号线预留的站台（2021年7月摄），现改为换乘大厅，连接其下方已另建的3号线站台

1956年至1958年间，北京市在苏联专家的指导下先后提出了16个地铁规划方案，经多部门领导共同研究，决定以第16号方案作为建议方案。在第16号方案中，横贯北京城的第2线在东四十条站以东的走向与今日的3号线西段大体一致。1957年3月12日，该规划方案被选定，但第2线未入选第一期线路工程。由于筹建期间国内外局势发生了变化，第八届九中全会决定对国民经济进行全面调整，地铁工程也被搁置，该版规划方案也未能实施:10。
随着国际局势的恶化与国民经济等方面出现恢复性转机，北京地铁自1965年陆续开展了一期工程与二期工程。在地铁二期工程施工的同时，新地铁路网的规划工作也在同时进行。1973年，北京市提出了由8条线路组成的北京地下铁道规划方案，其中3号线由青龙桥经黑山扈至清河，并经过城区，终于首都机场。1974年，地铁领导小组对该规划方案提出修改意见，3号线西端从青龙桥延至香山，并计划1985年前完成颐和园至酒仙桥区间的建设。在修建2号线时，西直门站、东四十条站均为3号线修建了预留站台。但由于地铁领导小组于1976年初遭撤销，北京地铁的建设工作受到很大影响，二期工程进度一再推后，3号线并未按计划开工建设:163。在此后的40年中，3号线的规划经历了多次调整并几近开工，但由于6号线的规划方案改动，走了原本是规划3号线的线位。加上多次让路给其他更紧迫的线路而推迟了建设时间。

### 动工建设
北京市政府为加快北京市轨道交通的建设，地铁3号线最快将会在2016年首季开工，将会在2020年内竣工通车。2015年9月14日，国家发改委批复了包括3号线在内的《北京市城市轨道交通第二期建设规划》，批复的3号线工程（田村站至曹各庄北站）全长37.4公里，设有27座车站，其中一起西段工程长15.7公里，设有10座车站。。2015年公布的规划显示，3号线将经过星火站，与京沈客运专线衔接。2016年4月19日，地铁3号线一期工程开工，原定2020年通车，但经过多次推迟。
起初3号线被规划为6辆编组的B型车，目前的规划为采用A型车，土建建设8节长度站台，初期以4节编组运行，近期中期高峰时段以两列车重联的8节编组运行。
在2009年版规划中，3号线二期从东四十条站出发，经张自忠路站，在中国美术馆站设站，并和6号线东四站首尾相接，形成3、5、6、8号线的四线换乘；之后继续向西，经景山前街、阜成门内大街、阜成门外大街、阜成路一线。但因皇城文物保护等问题，2013年版规划放弃景山前街方案，转为经东四十条、张自忠路、地安门东大街、地安门西大街，在平安里设站与4、6、19号线换乘，再沿赵登禹路南行至阜成门站，之后与原规划一致走阜成门外大街、阜成路、阜石路、玉泉路至田村站。2018年9月19日，在中华人民共和国文化和旅游部的一封答复函中，提及「3号线老城段沿景山前街敷设方案具有初步可行性」，意味着2009年版本原规划方案可能再度复活。

### 开通运营

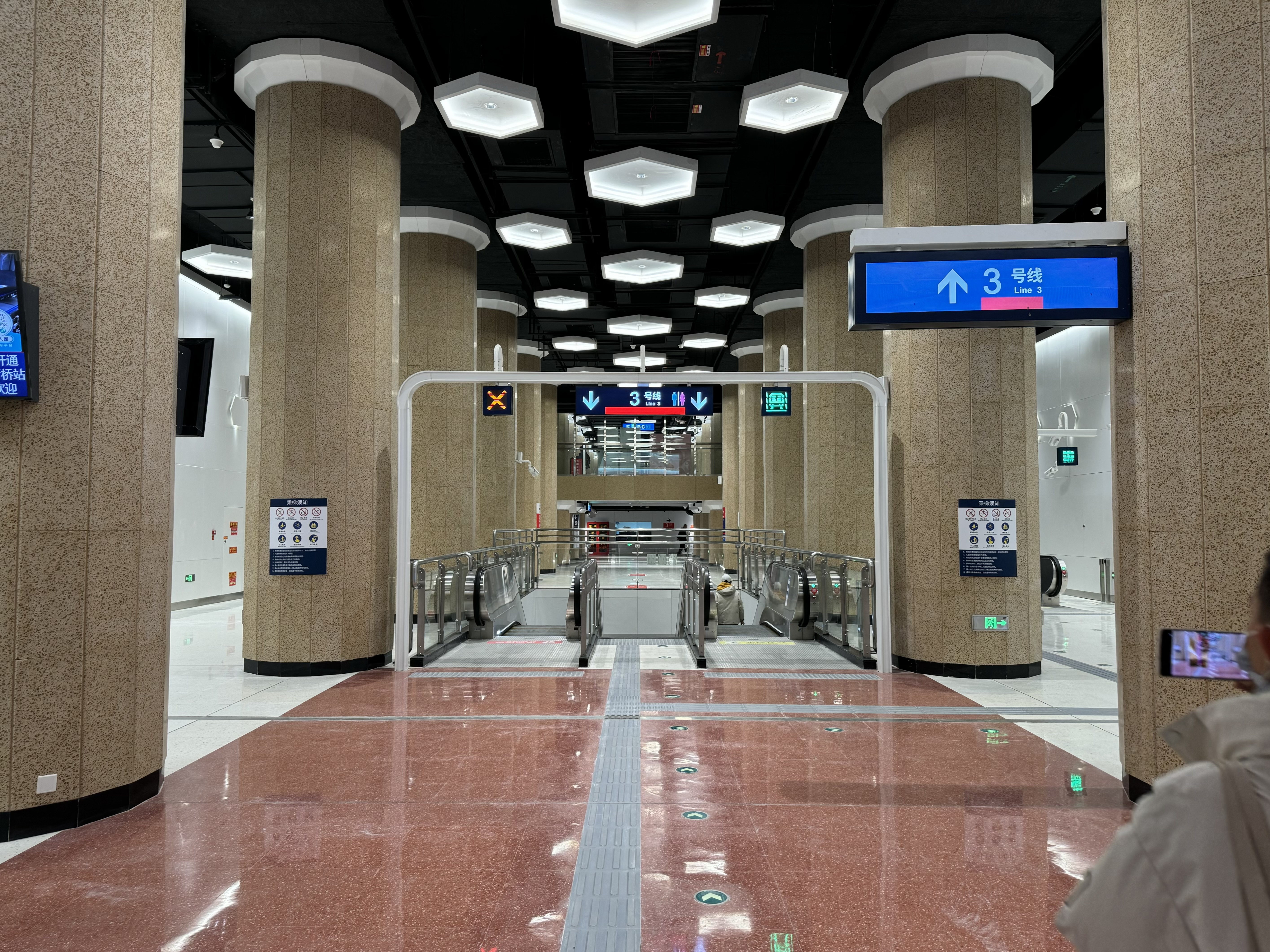
东四十条站作为换乘大厅启用的原3号线预留站台（2024年12月摄）

2024年1月18日，北京市规划和自然资源委员会发布3号线一期各新建车站（不包括此前已命名的车站）命名预案公示，其中原星火站改为朝阳站，原体育中心站改为姚家园站，原平房村站改为东坝南站，原东坝中街站改为东坝站。同年5月1日，3号线一期新建车站名称正式公告，与公示稿相比无变化。
2024年6月15日，3号线开始空载试运行。9月29日，北京市基础设施投资有限公司在其官网公示了3号线一期东段（东坝北站以东段）线路一体化规划方案。该段线路全长约6.4公里，均为地下线，共设车站5座，均为新建车站。其中曹各庄北站仅预留站位，具体方案随下阶段线网规划深化稳定。该段建成后，可与R4线、M101线（北延）实现互联互通。
2024年12月12日，北京市交通委员会下发文件指出，3号线将于12月15日起开通初期试运营，通车后将有效缓解朝阳站客流压力，同时便利东坝地区群众出行。朝阳站交通枢纽也随3号线同步投运。
2024年12月15日首班车起，北京地铁3号线正式开通。另外与12号线共用的东坝车辆段于2020年开工，并于2024年12月15日随着两条线路的开通而正式启用。

## 车站
北京地铁3号线一期工程的车站共15座，其中最北端曹各庄北站为新设站点。这15个车站分别为东四十条站、工人体育场站、团结湖站、朝阳公园站、石佛营站、朝阳站、姚家园站、东坝南站、东坝站、东坝北站、管庄路西口站、楼梓庄桥西站、楼梓庄站、高辛庄站和曹各庄北站。其中东四十条站、工人体育场站、团结湖站、朝阳公园站、东坝北站共5座为换乘车站，可分别与2号线、17号线、10号线、14号线以及12号线实现换乘。其中东四十条站是目前北京既有线路中改造量最大的车站。
目前仅东四十条站至东坝北站运营，共10座车站。东坝北站以东段规划中，其中曹各庄北站仅预留站位，具体方案随下阶段线网规划深化稳定。二期的車站雖然已獲得批覆，但因為施工難度等問題，目前處於擱置狀態。
| 分期                                                                  | 站名[1]    | 里程（米） | 站间距（米） | 换乘[2]              | 行政区 | 开通日期       | 站台设计           | 开门方向 |
| --------------------------------------------------------------------- | ---------- | ---------- | ------------ | -------------------- | ------ | -------------- | ------------------ | -------- |
| 一期                                                                  | 东四十条   | 0          | 0            | 2号线                | 东城区 | 2024年12月15日 | 地下分离式岛式站台 | 左侧     |
| 一期                                                                  | 工人体育场 | 1269       | 1269         | 17号线               | 朝阳区 | 2024年12月15日 | 地下岛式站台       | 左侧     |
| 一期                                                                  | 团结湖     | 2203       | 934          | 10号线               | 朝阳区 | 2024年12月15日 | 地下岛式站台       | 左侧     |
| 一期                                                                  | 朝阳公园   | 3960       | 1757         | 14号线               | 朝阳区 | 2024年12月15日 | 地下岛式站台       | 左侧     |
| 一期                                                                  | 石佛营     | 5629       | 1669         | 不適用               | 朝阳区 | 2024年12月15日 | 地下分离式岛式站台 | 左侧     |
| 一期                                                                  | 朝阳站     | 6847       | 1218         | 北京朝阳站           | 朝阳区 | 2024年12月15日 | 地下岛式站台       | 左侧     |
| 一期                                                                  | 姚家园     | 8940       | 2093         | 不適用               | 朝阳区 | 2024年12月15日 | 地下岛式站台       | 左侧     |
| 一期                                                                  | 东坝南     | 11302      | 2362         | 不適用               | 朝阳区 | 2024年12月15日 | 地下岛式站台       | 左侧     |
| 一期                                                                  | 东坝       | 12846      | 1544         | 不適用               | 朝阳区 | 2024年12月15日 | 地下岛式站台       | 左侧     |
| 一期                                                                  | 东坝北     | 14467      | 1621         | 12号线               | 朝阳区 | 2024年12月15日 | 地下双岛式站台     | 左侧     |
| 一期                                                                  | 管庄路西口 |            |              | 20号线               | 朝阳区 | 規劃中         | 地下双岛式站台     | 左侧     |
| 一期                                                                  | 楼梓庄桥西 |            |              | 不適用               | 朝阳区 | 規劃中         | 地下岛式站台       | 左侧     |
| 一期                                                                  | 楼梓庄     |            |              | 不適用               | 朝阳区 | 規劃中         | 地下岛式站台       | 左侧     |
| 一期                                                                  | 高辛庄     |            |              | M101线（北延）       | 朝阳区 | 規劃中         | 地下岛式站台       | 左侧     |
| 一期                                                                  | 曹各庄北   |            |              | 22号线（原平谷北線） | 朝阳区 | 预留车站       | 地下岛式站台       | 左侧     |
| 注释                                                                  |            |            |              |                      |        |                |                    |          |
| 1 斜体标示的车站尚未启用；车站未最终定名。 2 斜体标示的换乘尚未启用。 |            |            |              |                      |        |                |                    |          |

## 使用列车
3号线列车分别由北京轨道交通技术装备集团与中车青岛四方机车车辆生产，采用不锈钢车体，列车外观与12号线电动客车采用一致性设计，其中京车生产的ZBM06型与12号线ZBM05型车头造型相似。

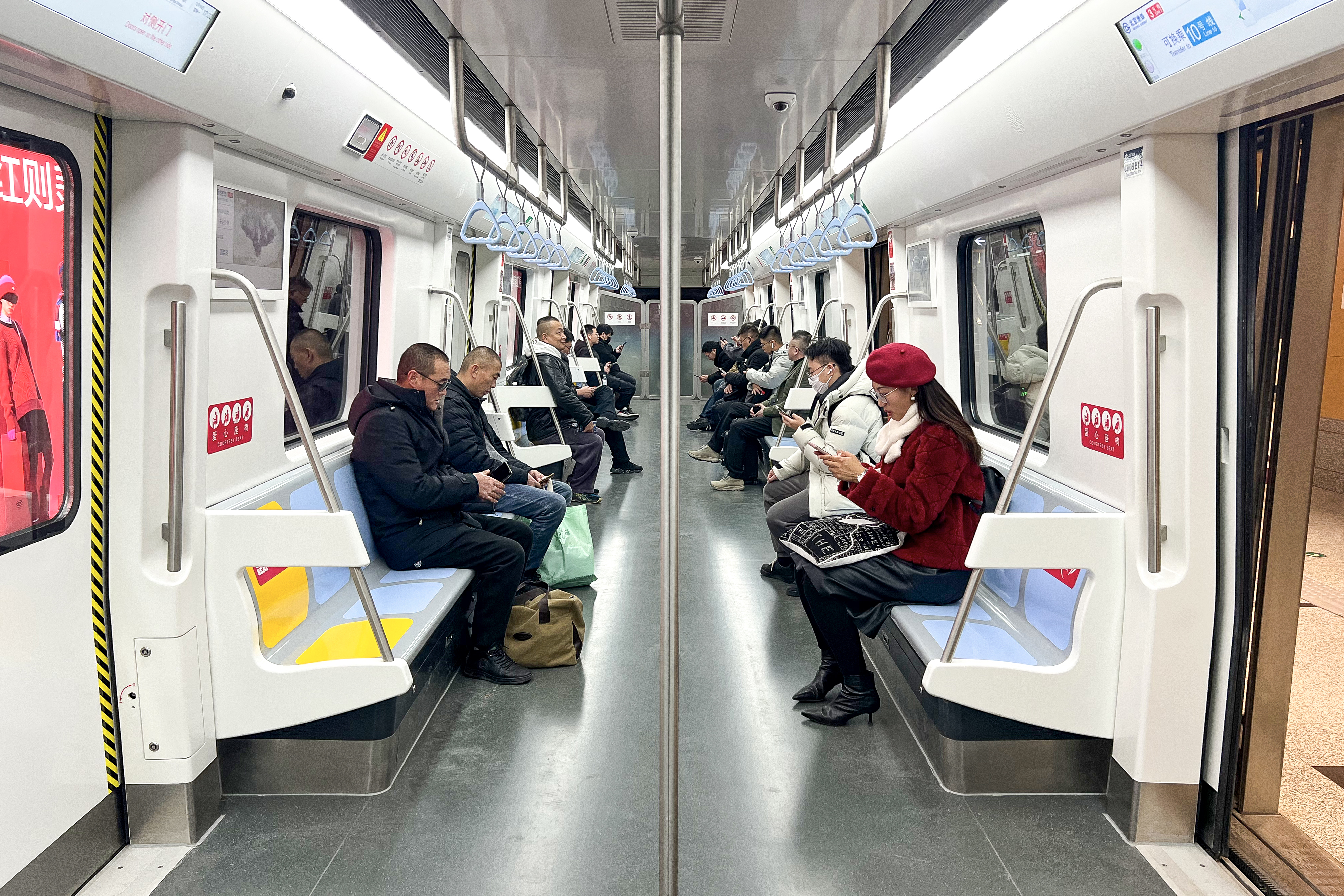
京车制ZBM06型电客车头车客室
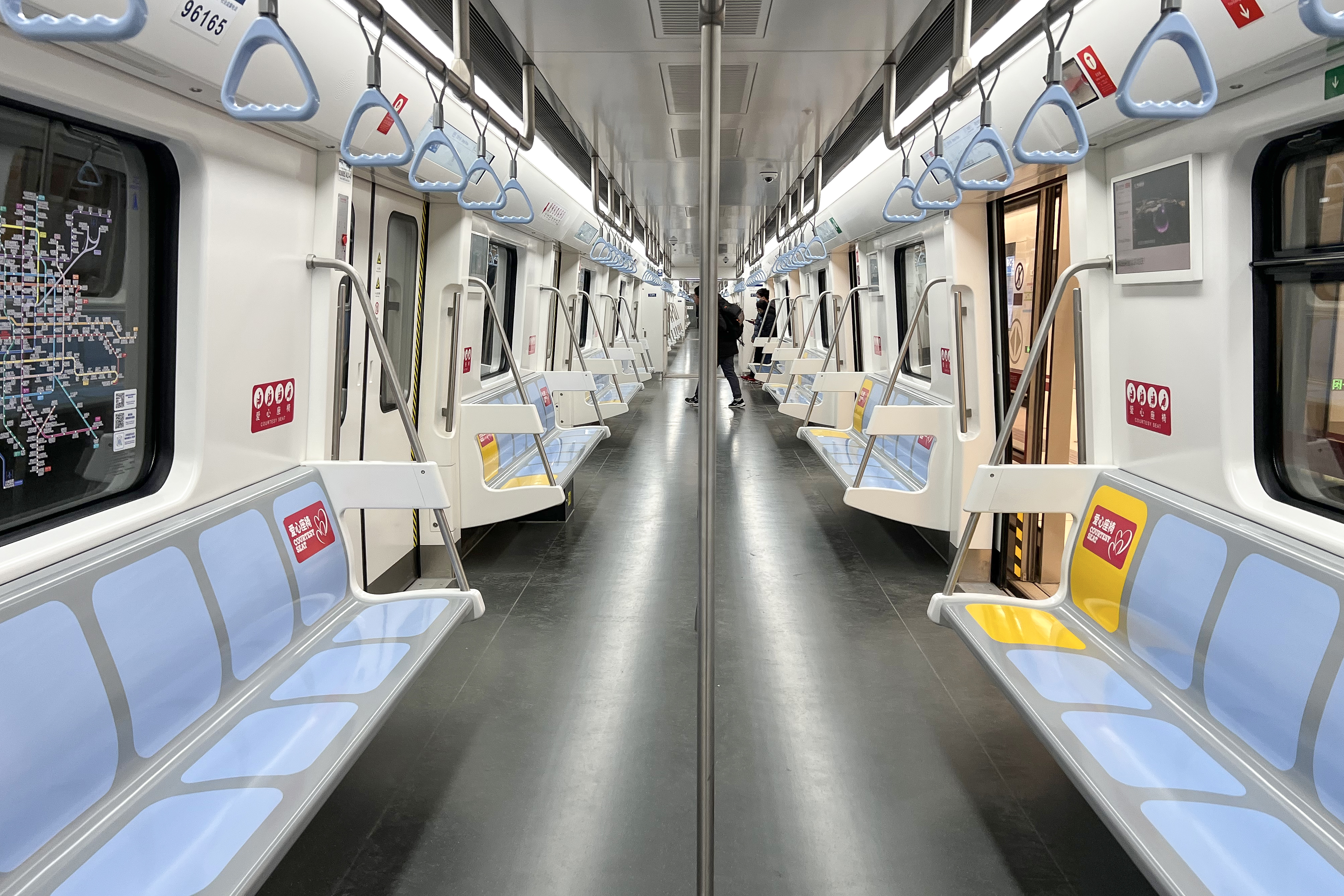
京车制ZBM06型电客车中间车客室
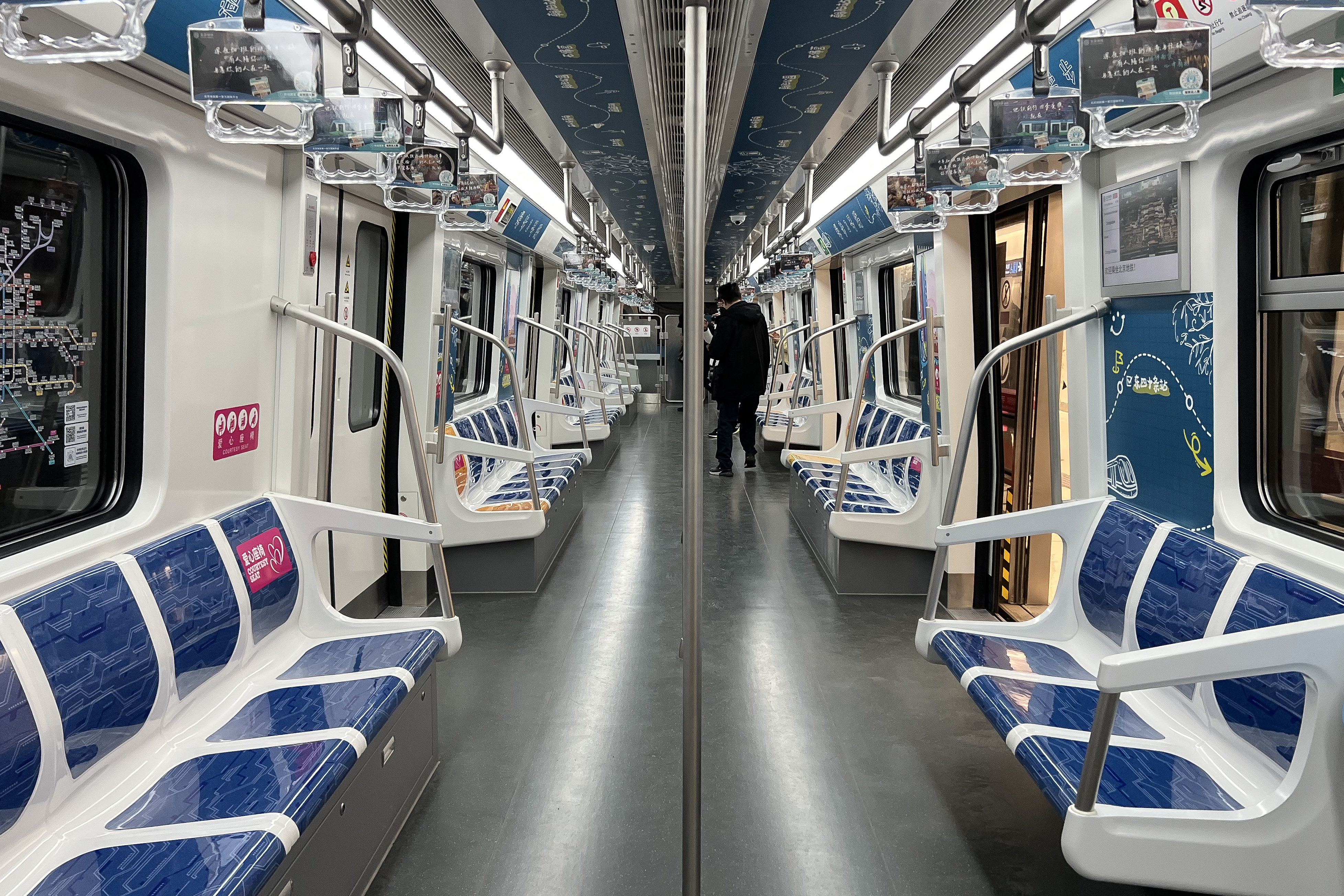
四方制SFM86型电客车头车客室
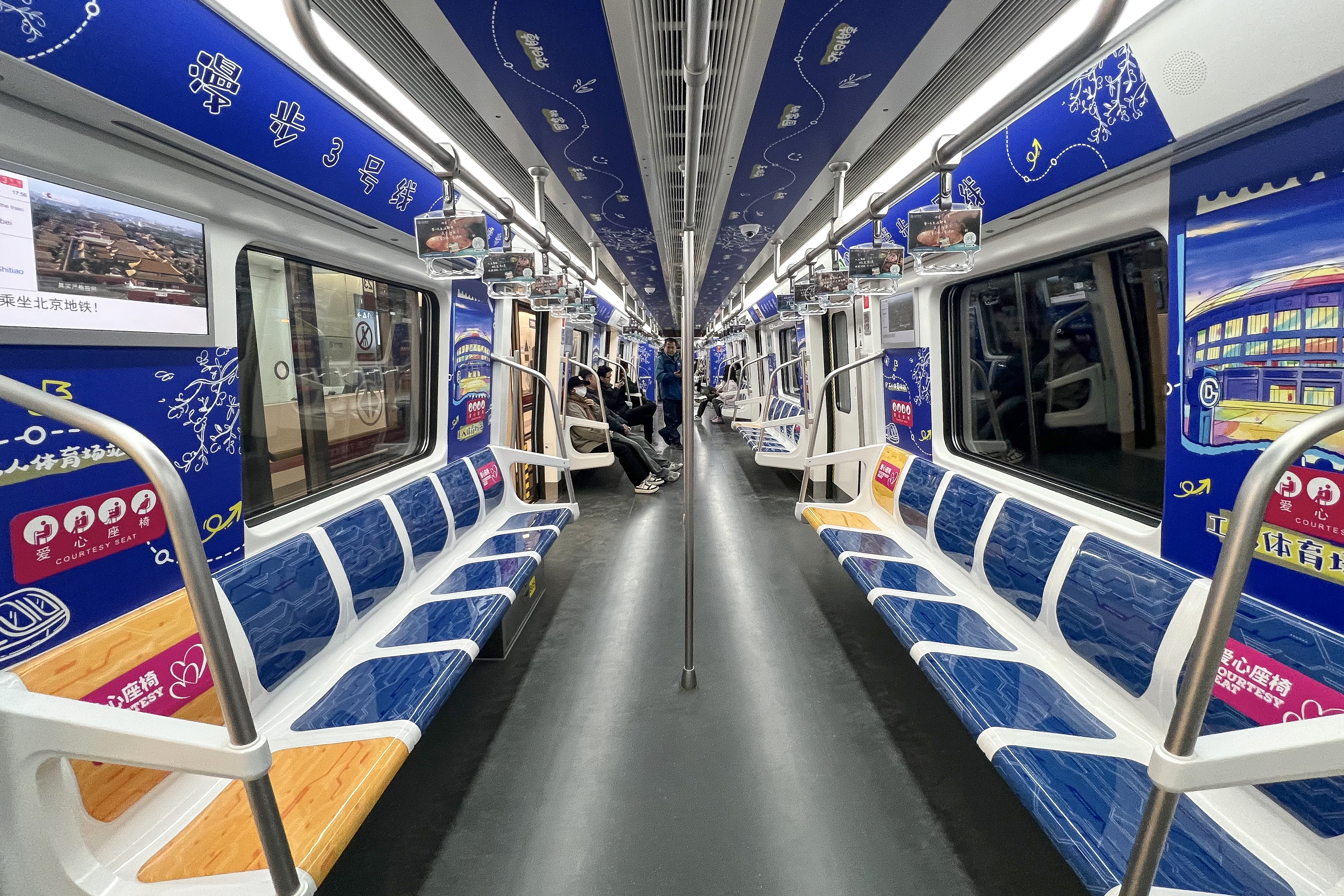
四方制SFM86型电客车中间车客室
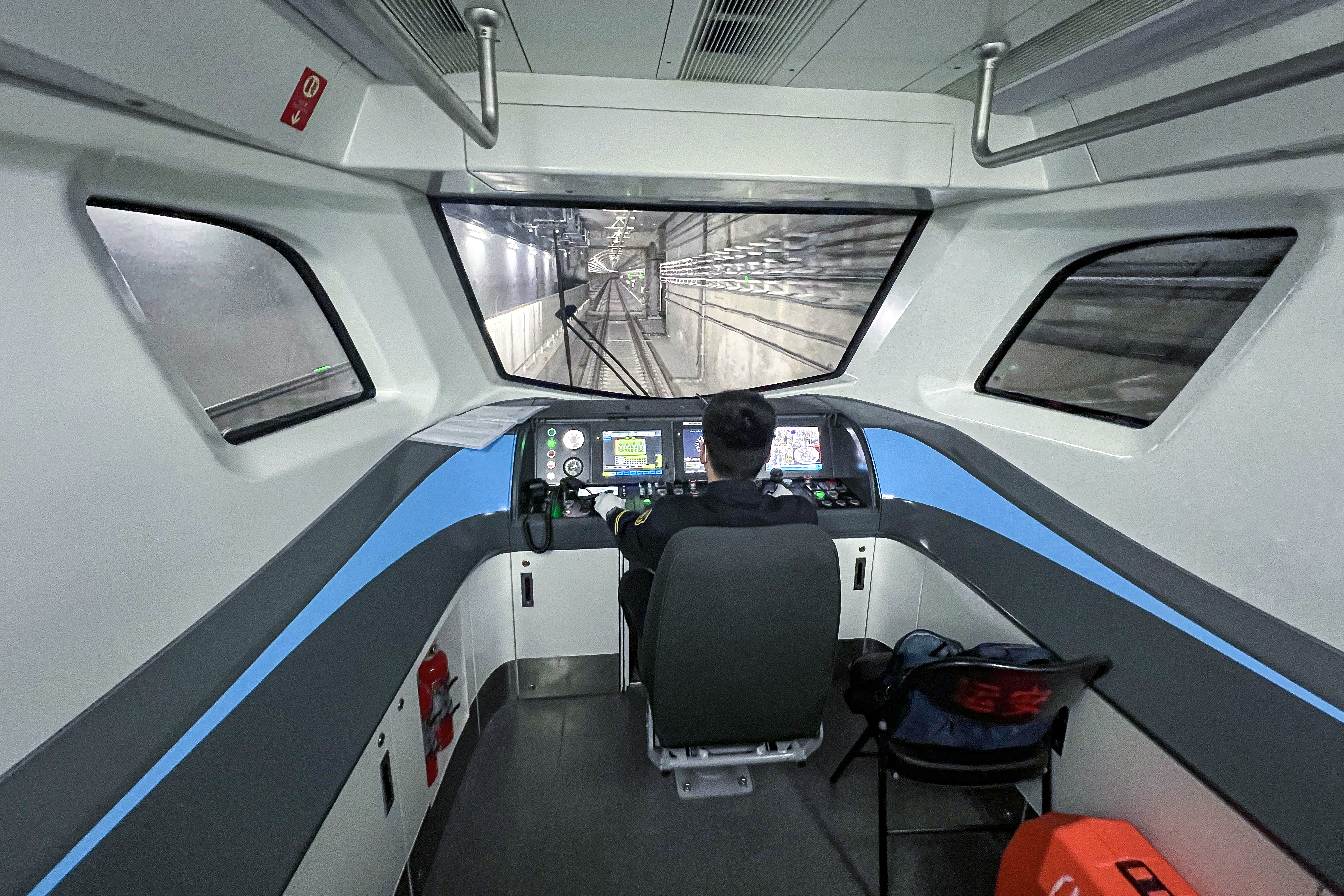
四方制SFM86型电客车驾驶室
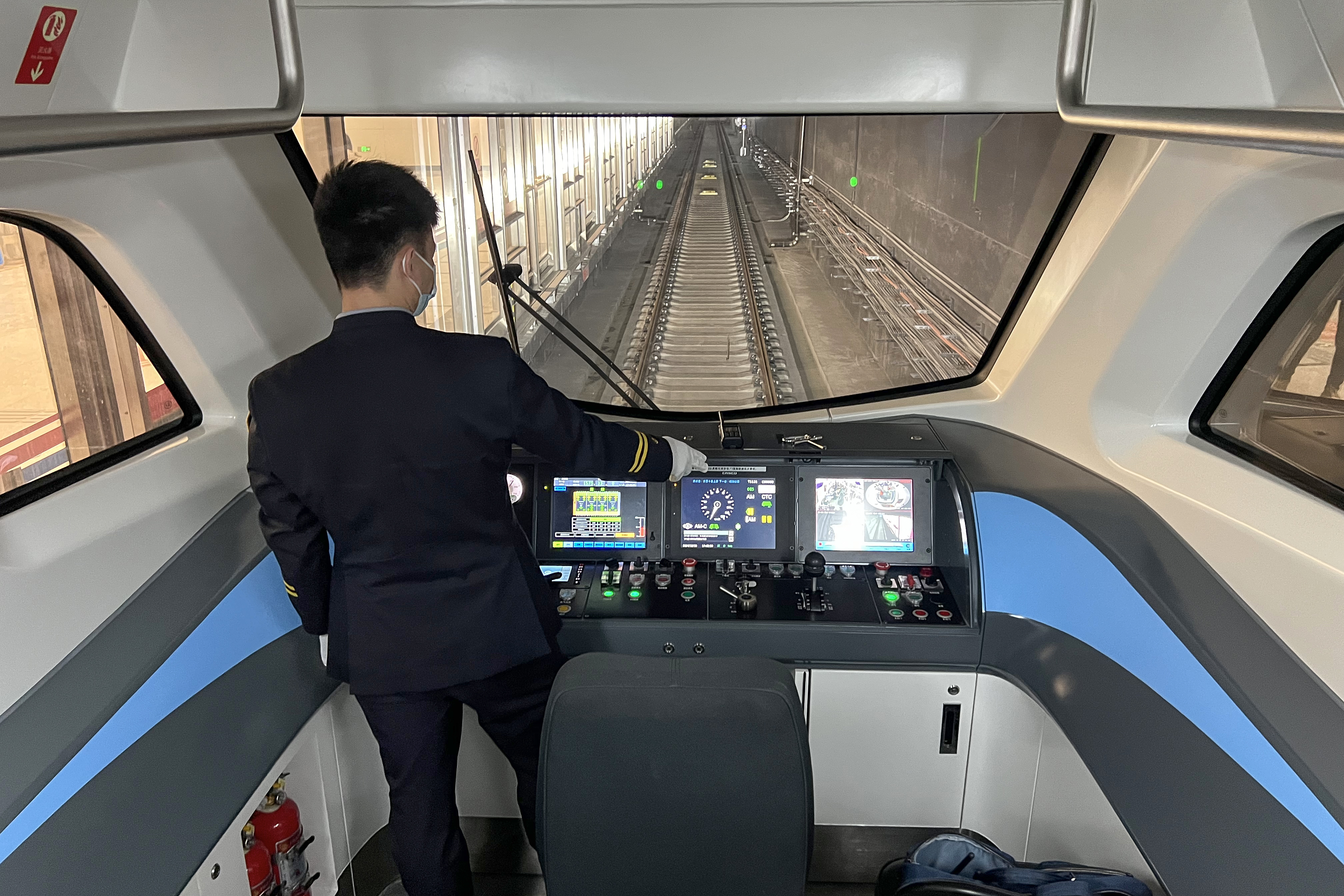
四方制SFM86型电客车驾驶台